# Championnat du Népal de football 2021-2022
Navigation
Saison précédente Saison suivante
La saison 2021-2022 du Championnat du Népal de football est la quarante-sixième édition de la Martyr's Memorial A-Division League, le championnat de première division au Népal. Les quatorze formations sont réunies au sein d'une poule unique où elles s'affrontent une seule fois au cours de la saison. Les rencontres sont disputées au Stade Dasarath Rangasala à Katmandou et au Complexe ANFA à Lalitpur. 
Après une saison 2020-2021 sans championnat, le Machhindra Football Club remporte son deuxième titre de champion, le club étant à la première place après la 7e journée lors de la date limite d'inscription, il est qualifié pour la Coupe de l'AFC 2022, il sera éliminé au tour préliminaire par le club srilankais de Blue Star.

## Les clubs participants
- Brigade Boys Club
- Manang Marsyangdi Club
- Nepal Army Club est renommé Tribhuvan Army Club
- Népal Police Club
- Three Star Club
- Nepal Armed Police Force Team
- New Road Team
- Chyasal Youth Club
- Friend's Club
- Himalayan Sherpa Club
- Jawalakhel Youth Team
- Machhindra Football Club
- Sankata Boys Sports Club
- Satdobato Youth Club - promu de D2

## Compétition
Le barème de points servant à établir le classement se décompose ainsi :
- Victoire : 3 points
- Match nul : 1 point
- Défaite : 0 point

### Classement
| Rang | Équipe                        | Pts | J  | G  | N | P | Bp | Bc | Diff |
| ---- | ----------------------------- | --- | -- | -- | - | - | -- | -- | ---- |
| 1    | Machhindra FC T               | 35  | 13 | 11 | 2 | 0 | 20 | 2  | +18  |
| 2    | Tribhuvan Army Club           | 23  | 13 | 5  | 8 | 0 | 16 | 8  | +8   |
| 3    | New Road Team                 | 23  | 13 | 6  | 5 | 2 | 16 | 6  | +10  |
| 4    | Satdobato Youth Club P        | 21  | 13 | 6  | 3 | 4 | 14 | 11 | +3   |
| 5    | Manang Marsyangdi Club        | 21  | 13 | 6  | 3 | 4 | 19 | 12 | +7   |
| 6    | Three Star Club               | 19  | 13 | 4  | 7 | 2 | 12 | 7  | +5   |
| 7    | Sankata Boys Sports Club      | 16  | 13 | 3  | 7 | 3 | 12 | 11 | +1   |
| 8    | Nepal Armed Police Force Team | 15  | 13 | 3  | 6 | 4 | 16 | 17 | -1   |
| 9    | Jawalakhel Youth Team         | 14  | 13 | 3  | 5 | 5 | 11 | 14 | -3   |
| 10   | Himalayan Sherpa Club         | 14  | 13 | 3  | 5 | 5 | 12 | 15 | -3   |
| 11   | Népal Police Club             | 12  | 13 | 2  | 6 | 5 | 10 | 15 | -5   |
| 12   | Friend's Club                 | 11  | 13 | 2  | 5 | 6 | 17 | 22 | -5   |
| 13   | Brigade Boys Club             | 8   | 13 | 1  | 5 | 7 | 10 | 24 | -14  |
| 14   | Chyasal Youth Club            | 6   | 13 | 1  | 3 | 9 | 5  | 22 | -17  |

|  | Qualification pour la Coupe de l'AFC 2022 |
|  | Relégation en deuxième division           |
|  | T : Tenant du titre                       |

## Bilan de la saison
| Championnat du Népal de football 2021-2022 |                                              |
| Champion                                   | Machhindra Football Club (2e titre)          |
| Qualifications continentales               |                                              |
| Coupe de l'AFC 2022                        | Machhindra Football Club (tour préliminaire) |
| Promotions et relégations                  |                                              |
| Promus en A Division League                | Church Boys United                           |
| Promus en A Division League                | Khumaltar Youth Club                         |
| Relégués en B Division League              | Brigade Boys Club                            |
| Relégués en B Division League              | Chyasal Youth Club                           |